# إيلياس (مسلسل)
آليس (بالإنجليزية:Alias، وتعنى الاسم البديل أو المزيف) مسلسل أمريكي جاسوسي خيالي (Spy-fi) من تأليف جي. جي أبرامز بثته شبكة أ.بي.سي (ABC) خلال الفترة من 3 سبتمبر 2001 حتى 22 مايو 2006 م.(خمس مواسم) من بطولة جينيفر غرنر التي لعبت دور البطولة في شخصية العميلة المزدوجة سيدني بريستو لصالح وكالة الاستخبارات المركزية (CIA). المحور الأساسي للمسلسل يدور حول البحث عن واسترجاع مخططات فنية لميلو رامبالدي, وهو شخصية مخترع خيالية تشبه شخصية ليوناردو دا فينشي ومتنبيء شبيه بنوتراداموس عاش في عصر النهضة. هذا المحور الخيايلي إضافة لاستخدام بعض التقنيات العلمية الخيالية يجعل من الممكن تصنيف مسلسل ايلياس ضمن مسلسلات الخيال العلمي أيضا.

## الممثلين وأدوارهم
Jennifer Garner
بدور سيدني بريستو بطلة المسلسل العميلة المزدوجة والجاسوسة للاستخبارات المركزية
Michael Vartan
بدور مايكل فون العميل في الاستخبارات الذي كُلف بتوجيه العميلة سيدني بريستو والذي يقع في غرامها لاحقاً ويخوض معها مغامراتها
Victor Garber
بدور جاك بريستو والد العميلة سيدني والذي يعمل كعميل مزدوج هو أيضاً يحب ابنته سيدني بدرجة كبيرة ومستعد للتضحية بأي شي لإنقاذها
Ron Rifkin
بدور أرفين سلون رئيس منظمة SD6 ولا أحد يعرف ما يخطط له كما أنهم اوهموا سيدني بأنها تعمل لحساب الاستخبارات المركزية لكنهم ليسوا كذلك بل هو مجرد غطاء وتدور اعمالهم حول عمليات الابتزاز والبحث عن الأسلحة والاسرار الدولية والقضاء على كل من يعرفها أو يكشفها
Lena Olin
بدور إيرنا دريفكو وهي عميلة سابقة إلى الاستخبارات الروسية والدة سيدني وقاتلة سفاحة وهي من قتلت والد العميل مايكل فون كما أن زواجها من العميل جاك بريستو وانجابها لسيدني كان كله بأمر من الاستخبارات الروسية
Bradley Cooper
بدور ويل صديق سيدني الصحفي والذي حقق في مقتل دان خطيب سيدني واكتشف بعض العملومات عن SD6 مما أدى إلى صدور اوامر بقتله ولكنه ينجو
Merrin Dungey
بدور فرانسي صديقة سيدني أيضاً لكنها تتعرض للقتل ويتم استدالها بأخرى فقط ليتم التجسس على سيدني
Greg Grunberg
بدور وايس عميل في الاستخبارات وله علاقة مع اخت سيدني من امها ناديا ابنة أرفين سلون
Carl Lumbly
بدور ديكسون كان أيضاً مخدوعاً بمنظمة SD6 وشريك سيدني في معظم عملياتها بالمنظمة وبعد انكشاف حقيقة المنظمة انضم ديكسون إلى الاستخبارات المركزية
Kevin Weisman
بدور مارشال أيضاً هو من ضمن المغرر بهم من قبل منظمة SD6 مخترع ناجح لا تمر حلقة من حلقات المسليل إلا ويتم الاستعانة بخبرته واختراعاته من الأجهزة والمعدات
Melissa George
بدور لورين زوجة العميل مايكل فون تزوجها بعد أن اعنقد ان سيدني قد ماتت وعاش معها إلى ان ظهرت سيدني من جديد لتنكشف بعدها حقيقة هذه الزوجة
mia maestro

بدور ناديا اخت سيدني من أمها ايرين دريفكو وابنة أرفين سلون تعرضت للكثير من المشكلات في حياتها إلى ان تعرفت على اختها وابيها
وغيرهم من الممثلين

## روابط خارجية
- إيلياس على موقع IMDb (الإنجليزية)
- إيلياس على موقع ميتاكريتيك (الإنجليزية)
- إيلياس على موقع الموسوعة البريطانية (الإنجليزية)
- إيلياس على موقع روتن توميتوز (الإنجليزية)
- إيلياس على موقع كينوبويسك (الروسية)
- إيلياس على موقع ألو سيني (الفرنسية)
- إيلياس على موقع قاعدة بيانات الفيلم (الإنجليزية)